# Vilters-Wangs
Vilters-Wangs (do roku 1996 oficiálně Vilters) je obec ve švýcarském kantonu St. Gallen. Nachází se na jihovýchodě kantonu, nedaleko hranic s Lichtenštejnskem. Žije zde přibližně 4 800 obyvatel.

## Geografie
Vilters-Wangs se nachází na západním svahu údolí Alpského Rýna u dálniční křižovatky Sarganserland, poblíž řeky Rýn. Skládá se z místních částí Vilters a Wangs. Katastr obce se rozkládá až po masiv Grauen Hörnern. Nad ním leží malé jezero Viltersersee.
Obec má rozlohu 32,7 km². Z této plochy je 46,3 % využíváno pro zemědělské účely a 34 % je zalesněno. Ze zbytku půdy je 5,1 % zastavěno (budovy nebo silnice) a zbytek (14,5 %) je neproduktivní (řeky nebo jezera).

## Historie

Wangs, letecký pohled (1954)

Na hradním kopci Severgall nad Viltersem bylo nalezeno několik nálezů z neolitu, bronzu, pozdní doby laténské a doby římské. Vilters-Wangs patřil k farnosti Mels. V roce 1487 se obec stala samostatnou farností.
V pozdním středověku vznikly mezi Vilters a Wangs spory o rokli Valeis, a tak nechalo opatství Pfäfers v roce 1785 přestavět poškozený kostel svatého Medarda. Se vznikem kantonu St. Gallen (1803) se obce Vilters a Wangs staly součástí politické obce Ragaz. Dne 22. února 1815 požádali občané Wangsu a Viltersu kanton o povolení vytvořit vlastní obec. Dekret, kterým se Vilters-Wangs stává samostatnou obcí oddělenou od Ragazu, vydal landammann Zollikofer 21. června 1816. Obec se zpočátku jmenovala Vilters. Změnou názvu byl 1. června 1996 název dvojí obce změněn na Vilters-Wangs.
V roce 1800 zničil obec Vilters s výjimkou kostela, fary a mlýna požár. Další požár zuřil v roce 1909. Rýnská nížina a obec Vilters byly opakovaně postiženy povodněmi, například v letech 1764 a 1840. Zemědělci využívali k pastvě Alpy a Rýnskou nížinu (Allmenden Baschär a Rheinau).
V moderní době získalo zemědělství v okolí obce a v Rheinau na významu. Hospodářské podmínky se zlepšily po úpravě řeky Saar, která v oblasti Vilters pramení, v letech 1865–1876. Později byl uměle vybudován i potok Vilterser Bach. Významný hospodářský faktor v obci představovala firma Elco (Looser) & Co na výrobu olejových a plynových pecí, založená v roce 1928.
V letech 1950 až 2011 v obci existovala soukromá chlapecká střední škola Sonnenberg. V roce 2000 došlo ke sloučení obcí Vilters a Wangs se základní školou a vyšší školní obcí Vilters do školní obce Vilters.

## Obyvatelstvo

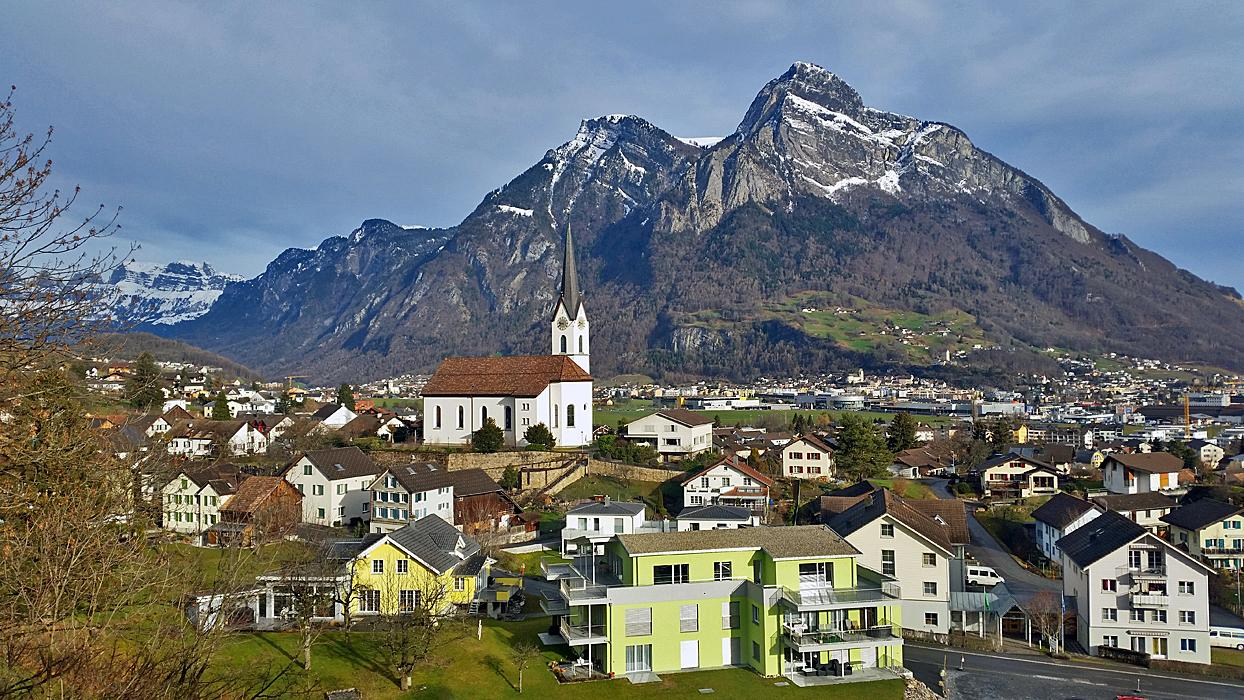
Wangs

| Rok            | 1850 | 1900 | 1950 | 1980 | 2000 | 2010 | 2019 |
| Počet obyvatel | 1659 | 1720 | 2205 | 3243 | 3891 | 4328 | 4884 |

## Turismus
Obec má podíl na oblasti vrcholu Pizol, která je oblíbenou turistickou atrakcí v zimě i v létě. Kromě pěších túr je zde také rozsáhlá síť sedačkových a kabinkových lanovek.